# 태양의 그림자 (1965년 영화)
"태양의 그림자"는 한국에서 제작된 정인엽 감독의 1965년 영화이다. 강신성일 등이 주연으로 출연하였고 주동진 등이 제작에 참여하였다.

## 출연

### 주연
- 강신성일
- 이대엽
- 엄앵란

## 기타
- 조명: 윤창화
- 미술: 이명수